# Odin's Raven Magic
Ne doit pas être confondu avec Hrafnagaldur Óðins.
Odin's Raven Magic, en islandais Hrafnagaldur Óðins, est un oratorio créé en 2002 au Barbican Centre de Londres par Sigur Rós, en coopération avec Hilmar Örn Hilmarsson et Steindór Andersen, accompagnés par la Schola Cantorum de Reykjavik et, à l'origine, par la London Sinfonietta.
Le thème de ce spectacle est tiré d'une légende islandaise narrée dans Hrafnagaldur Óðins. Il s'y mêlent musique classique, rimur (poèmes traditionnels islandais) et spectacle visuel. Lors de la représentation en France à la Villette les 28 et 29 septembre 2004, l'orchestre était composé des lauréats du Conservatoire national supérieur de musique et de danse de Paris.
Un enregistrement d'Odin's Raven Magic est publié le 4 décembre 2020.
| 1.    | Prologus         | 5:54  |
| 2.    | Alföður orkar    | 7:48  |
| 3.    | Dvergmál         | 7:37  |
| 4.    | Stendur æva      | 9:47  |
| 5.    | Áss hinn hvíti   | 5:10  |
| 6.    | Hvert stefnir    | 9:57  |
| 7.    | Spár eða spakmál | 7:42  |
| 8.    | Dagrenning       | 11:35 |
| 65:31 |                  |       |